# Verjovazhye
Verjovazhye (ruso: Верхова́жье) es un asentamiento rural y pueblo (seló) de Rusia, capital del ókrug municipal homónimo en la óblast de Vólogda.
En 2021, el pueblo tenía una población de 4843 habitantes. Se ubica unos 200 km al noreste de Vólogda, junto a la carretera M8 que lleva a Arcángel. El río Vaga atraviesa el casco urbano.

## Historia
Se conoce la existencia de la localidad en documentos desde 1552, cuando era un pogost. En 1678 se estableció aquí un posad para dar servicio a la ruta postal de Vólogda a Arcángel. En el Imperio ruso formó parte del uyezd de Velsk de la gobernación de Vólogda, y fue un lugar de destino habitual de desterrados por motivos políticos. En 1879 se produjo un incendio que destruyó el pueblo, que pasó de tener unos mil habitantes a unos quinientos. No fue posible recuperarlo como punto comercial, ya que el transporte por su ruta a caballo ya no podía competir con la estación de ferrocarril de Velsk.
La Unión Soviética decidió recuperar el pueblo como punto administrativo, al establecer aquí la sede del raión de Verjovazhye en 1929, cuando se definieron los raiones del krai del Norte. Antes de que el raión se constituyera como ókrug municipal en 2022, Verjovazhye era sede de un asentamiento rural que incluía como pedanías el posiólok de Tiopli Ruchéi y tres localidades casi despobladas.